# Sayali Bhagat
Sayali Bhagat (Nashik, Maharashtra, 1 de enero de 1984) es una actriz y ex-reina de belleza india. Compitió en Femina Miss India 2004 y ganó el título de Femina Miss India World.

## Carrera
Sayali entró en la industria del modelaje inicialmente, antes de probar suerte en la industria de Bollywood. Como modelo realizó campañas publicitarias para marcas como Dentzz y SNDT College. The Train: Some Lines Should Never Be Crossed fue su primera película en hindi, protagonizada junto a Emraan Hashmi y Geeta Basra. La película fue estrenada el 8 de julio de 2007.
También interpretó a una periodista de Singapur que pretendía entrevistar al jugador de cricket indio Rahul Dravid en el programa de MTV Bakra. En 2009 hizo parte del reparto de la película hindi Paying Guests junto a Javed Jaffrey. Más tarde apareció en un video musical para la canción Punjabi "Aish Karo" de A.S. Kang.

### Vida personal
El 10 de diciembre de 2013, Bhagat se casó con el empresario Navneet Pratap Singh Yadav.